# Slabovidnost
Slabovidnost ili ambliopija  poremećaj je vidnoga sustava karakteriziran oslabljenim ili zamućenim vidom u oku koje je inače normalno. Procjenjuje se da zahvaća 1 - 5 posto populacije.
Poremećaj je uzrokovan oslabljenim prijenosom ili izostankom prijenosa vidne slike u mozak u periodu disfunkcije oka ili tijekom ranoga djetinjstva. Ambliopija obično zahvaća jedno oko, no može biti i obostrana (kada oba oka podjednako ne mogu stvoriti jasnu sliku na mrežnici). Prepoznavanje ovog stanja u ranom djetinjstvu povećava šanse uspješnog liječenja.

## Fiziologija
Ambliopija je razvojni poremećaj mozga, a ne organska bolest oka (iako organska bolest može potaknuti razvoj ambliopije, koja zaostaje i nakon njezina izliječenja). Dio mozga koji prima vidne infomacije od zahvaćenog oka nije adekvatno stimuliran pa se ne razvija pravilno. To su dokazala izravna ispitivanja mozga. David H. Hubel i Torsten Wiesel su 1981. zbog toga dobili Nobelovu nagradu za medicinu. Dokazali su ireverzibilna oštećenja okularnodominantnih kolumni vidne moždane kore mačića kojima je uskraćeno gledanje tijekom tzv. „kritičnoga perioda“. Taj maksimalni „kritični period“ u ljudi se proteže od rođenja do druge godine života.

## Simptomi
Velik broj osoba s ambliopijom (naročito one s blažim poremećajem) često nije svjesno svoje bolesti do starije dobi jer je vid na „jačem“ oku održan. No osobe s teškom ambliopijom pate od poremećaja vida, osobito slabe percepcije dubine. Osim toga, mogu se razviti slaba prostorna oštrina, loša percepcija kontrasta te neki sofisticiraniji poremećaji vida, poput oslabljene percepcije pokreta. Navedeni su poremećaji obično specifični za ambliopiju. Simptomi uključuju i poremećaje binokularnoga vida kao što je ograničena stereoskopska percepcija dubine te bolesnik obično teško zamjećuje prikrivene trodimenzionalne slike poput onih prikazanih u autostereogramima. Normalna ostaje percepcija dubine dobivena jednim okom (veličina, perspektiva, paralaksa kretanja).

## Vrste ambliopije
Ambliopija može biti uzrokovana deprivacijom vida u djetinjstvu zbog stanja koja čine prepreku pri gledanju kao, primjerice, kongenitalna katarakta, strabizam ili anizometropija (različiti stupnjevi miopije ili hiperopije među očima). Ambliopija se fiziološki može javiti nakon pušenja ili konzumiranja alkohola.

### Ambliopija zbog strabizma
Strabizam je stanje u kojoj postoji greška u položaju očnih osovina. U strabizmu postoji normalan vid na „preferiranom“ ili „boljem“ oku, no strabizam može uzrokovati poremećaj vida zbog nemogućnosti mozga da stvori sliku iz dviju nepodudarnih slika dobivenih na mrežnici. Strabizam u odrasloj dobi obično uzrokuje dvoslike (diplopija) jer oči nisu fiksirane na isti objekt. Dječji je mozak, s druge strane, prilagodljiviji te metodom neutralizacije uklanja sliku iz jednog oka sprečavajući tako i pojavu dvoslika. Doduše, takav odgovor mozga ometa njegov normalni razvoj što dovodi do ambliopije (slabovidnosti).
Ambliopija zbog strabizma liječi se poboljšanjem vida primjenom naočala i/ili poticanjem otklonjenoga, lošijeg oka na korištenje. To se može postići prekrivanjem boljeg, dominantnijeg oka ili pak primjenu lijekova koji će potisnuti njegovu aktivnost. Obično se primjenjuju atropinske kapi koje će privremeno proširiti zjenicu i zamutiti vid na boljem oku. Sâmo ispravljanje očnih osovina može se obaviti kirurškim ili nekirurškim metoda, ovisno o vrsti i jačini strabizma.

### Ambliopija zbog refrakcijske greške
Ova vrsta ambliopije može nastati zbog anizometropije (različitih stupnjeva refrakcijske greške – kratkovidnosti ili dalekovidnosti – na oba oka). Oko koje mozgu daju oštriju sliku (vidna oštrina bliža vrijednosti 20/20, odnosno 6/6) tipično postaje dominantno oko. Vid je na drugom oku zamućen što rezultira poremećenim razvojem polovice cijeloga vidnog sustava. Ambliopija zbog refrakcijske greške obično je blaža od one uzrokovane strabizmom i često je liječnici opće prakse previde. Nije rijetkost da je ambliopija uzrokovana strabizmom i anizometropijom istovremeno.
Ova vrsta ambliopije liječi se ispravljanjem refrakcijske greške oka i prekrivanjem boljeg oka.
Meridionalna ambliopija blagi je poremećaj u kojem se (nakon ispravljanja refrakcijske greške) u nekim smjerovima linije vide slabije. Osoba kojoj astigmatizam nije bio ispravljen naočalama u djetinjstvu, razvija astigmatizam koji poslije nije moguće ispraviti.

### Ambliopija zbog nekorištenja i ambliopija zbog okluzije
Ambliopija zbog nekorištenja (amblyopia ex anopsia) nastaje prilikom zamućenja prozirnih medija oka, kao u slučaju katarakte ili ožiljaka rožnice nastalih zbog ozljede forcepsom prilikom porođaja. Ta zamućenja ometaju stvaranje slike u oku, a time i razvoj odgovarajućeg dijela mozga. Ako se ne liječi na vrijeme, ambliopija može zaostati i nakon otklanjanja zamućenja. Katkad spuštene vjeđe (ptosis) ili bilo koji poremećaj koji okludira djetetov vid mogu ubrzo dovesti do razvoja ambliopije. Ambliopija zbog okluzije može nastati i zbog hemangioma koji će ometati vid.

## Liječenje i prognoza

### Liječenje
Liječenje ambliopije uzrokovane strabizmom ili anizometropijom sastoji se u ispravljanju refrakcijske greške, ako postoji, i prisiljavanju otklonjenog, lošijeg oka na korištenje – bilo prekrivanjem boljeg oka, bilo ukapavanjem atropina. S tim postupcima treba biti oprezan jer svako predugo prekrivanje oka ili pretjerano ukapavanje može dovesti do tzv. reverzne ambliopije na boljem oku.
Ambliopija zbog nekorištenja liječi se što ranijim uklanjanjem zamućenja u prozirnim optičkim medijima nakon čega slijedi prekrivanje ili supresija boljeg oka opisanom metodom.

### Klinički pokusi i istraživanja
Iako je najveći uspjeh postignut ako je liječenje započeto prije pete godine života, istraživanja su pokazala da do poboljšanja može doći i u djece starije od deset godina i ponekih odraslih. Za razliku od neliječene djece, djeca između 7 i 12 godina kojima je bolje oko bilo okludirano i koji su izvodili ortoptičke vježbe imali su četiri puta veće šanse za poboljšanje vidne oštrine za dva retka na standardnim Snellovim tablicama. Adolescenti između 13 i 17 godina također su pokazivali poboljšanje, no u manjim razmjerima. (NEI-funded Pediatric Eye Disease Investigator Group, 2005). Jedna je obitelj postigla vrlo dobre rezultate – od 20/400 do 20/20 u četiri mjeseca – koristeći računalne igre, kuglanje i ostale igre koje zahtijevaju praćenje lopte koja se kreće od ili prema oku, dok je bolje oko prekriveno.  
Provođenje vježbi za poboljšanje vida samo su djelomično efikasne u motiviranih pojedinaca, barem kratkoročno.
Novija studija pokazuje da repetitivna transkranijalna magnetska stimulacija (rTMS) može u odraslih privremeno poboljšati percepciju kontrasta i prostornu rezoluciju. Ti rezultati zahtijevaju dodatnu potvrdu. 
Virtualne računalne igre (u kojima svako oko prima različite signale iz okolnoga virtualnog svijeta koje mozak igrača mora kombinirati kako bi odigrao igru) mogle bi pomoći u poboljšanju monokularnog vida zahvaćanog oka, ali i binokularnog vida.
U drugim novijim kliničkim studijama izvedenim u bolnici u Kini i koordiniranim od Sveučilišta u Južnoj Karolini, 28 od 30 bolesnika pokazali su golema poboljšanja (neki s vidnom oštrinom 20/20 ili 6/6). Liječenje je uključivalo primjenu osnovnih računalnih softvera i vježbi za poboljšanje vida.
|  | Molimo pročitajte upozorenje o korištenju medicinskih informacija. Ne provodite liječenje bez savjetovanja s liječnikom! |